# 马里尼亚克
马里尼亚克（法語：Marignac，法語發音：[maʁiɲak]）是法国上加龙省的一个市镇，属于圣戈当区。

## 地理
马里尼亚克（42°54'51"N, 0°39'30"E）面积12.95 平方千米，位于法国奧克西塔尼大區上加龙省，该省份为法国西南部内陆省份，西南端与西班牙接壤，自此顺时针与上比利牛斯省、热尔省、塔恩-加龙省、塔恩省、奥德省和阿列日省接壤。
与马里尼亚克接壤的市镇（或旧市镇、城区）包括：阿尔洛、谢尔戈、古欧德吕雄、圣贝阿-莱兹。

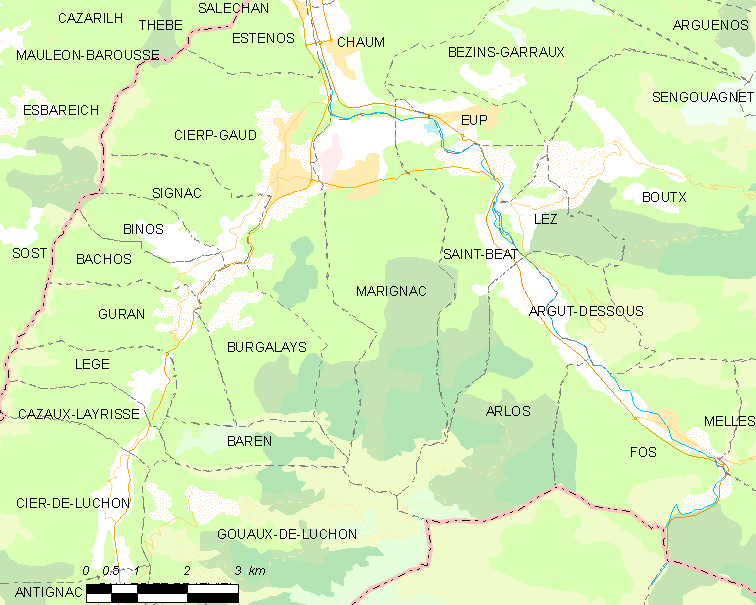
马里尼亚克的OSM定位图

马里尼亚克的时区为UTC+01:00、UTC+02:00（夏令时）。

## 行政
马里尼亚克的邮政编码为31440，INSEE市镇编码为31316。

## 政治
马里尼亚克所属的省级选区为巴涅尔德吕雄县。

## 人口

1962-2008年间马里尼亚克人口变化图示

马里尼亚克于2022年1月1日时的人口数量为488人。